# Acantilado (película)
Acantilado es una película española estrenada el 3 de junio de 2016, dirigida por Helena Taberna y protagonizada por Daniel Grao, Juana Acosta y Goya Toledo. El guion está basado en la novela "El contenido del silencio"  (2011) de Lucía Etxebarría.

## Sinopsis
Suicidio colectivo de miembros de una secta en las Islas Canarias. La hermana de Gabriel (Daniel Grao), Cordelia (Ingrid García Jonsson), que él no ha visto durante años, es una de los miembros. Gabriel viaja a Canarias para buscar a su hermana, presuntamente una de los suicidas y averiguar qué es lo que ha ocurrido realmente. Allí conoce a Helena (Juana Acosta), que vivió con Cordelia un año, hasta que esta se fue a la finca de la secta. Ambos comprueban que Cordelia no está entre los cadáveres encontrados. La jefa de policía Santana (Goya Toledo) descubre que la secta y el suicidio colectivo forman parte de un fraude organizado para conseguir dinero de los acaudalados miembros de la secta. Por escenas de flash back se asiste a lo ocurrido: Cordelia fue elegida como favorita de Heidi, la gurú de la secta (Ana Gracia) y como madre de un futuro bebé generado con su novio Julián en la secta, que de hecho es un policía infiltrado por Santana, que ya estaba sospechando de la secta. Cordelia descubre, que las dirigentes de la secta han asesinado a Julián (Jon Kortajarena), celosas de su relación con Cordelia.
Todo se complica aún más. Por la muerte de Julián. le quitan el caso a Santana y Gabriel tiene una relación con Helena. Un arqueólogo misteriosos interviene en la escena, precisamente cuando Gabriel decide volver a la península, siponiendo que su hermana Cordelia ha muerto. Pero ella no ha muerto. 

## Reparto
- Daniel Grao como Gabriel
- Juana Acosta como Helena
- Goya Toledo como Santana
- Ingrid García Jonsson como Cordelia
- Ana Gracia como Heidi
- Josean Bengoetxea como Martínez
- Jon Kortajarena como Julián
- Maiken Beitia como Marion
- Ciro Miró como Artemi
- Xabier Elorriaga como Antonio